# Look Out Cleveland
«Look Out Cleveland» es una canción del grupo norteamericano The Band, publicada en el álbum de estudio The Band (1969). La canción fue compuesta por Robbie Robertson. 
La canción fue incluida en la banda sonora de A Home at the End of the World, una película basada en la novela homónima de Michael Cunningham. En la película, la canción aparece en una escena donde los dos principales personajes, interpretados por Colin Farrell y Dallas Roberts, cantan juntos mientras conducen un camión.

## Versiones
La canción ha sido versionada en varias ocasiones por artistas como Albert Lee, en su álbum That's Alright Mama, Jackie Greene en el álbum tributo Endless Highway: The Music of The Band, y Phish, que abrió su participación en el Blossom Music Center de Cuyahoga Falls el 12 de junio de 2010 con una versión del tema.

## Personal
- Rick Danko: bajo y voz
- Levon Helm: batería y coros
- Garth Hudson: órgano Lowrey
- Richard Manuel: piano
- Robbie Robertson: guitarra eléctrica